# Funció el·líptica de Weierstrass

Símbol de Weierstrass -funció

En matemàtiques, les funcions el·líptiques de Weierstrass són funcions el·líptiques que prenen una forma particularment simple. Reben el nom de Karl Weierstrass. Aquesta classe de funcions també es coneixen com a funcions ℘ i normalment es denoten amb el símbol ℘. Tenen un paper important en la teoria de les funcions el·líptiques, és a dir, les funcions meromòrfiques que són doblement periòdiques. Una funció ℘ juntament amb la seva derivada es pot utilitzar per parametritzar corbes el·líptiques i generen el camp de funcions el·líptiques respecte a una xarxa de període donada.

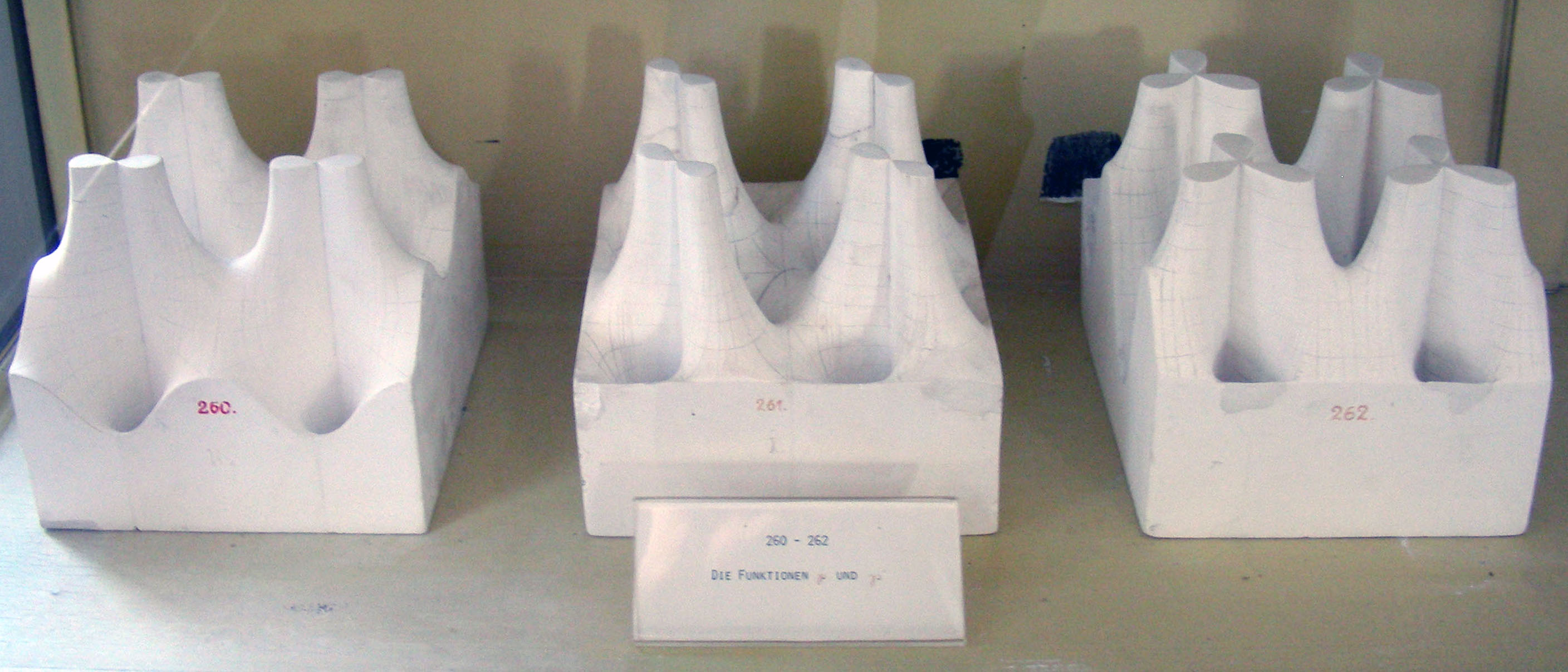
Model de Weierstrass -funció

## Motivació
Un cúbic de la forma {\displaystyle C_{g_{2},g_{3}}^{\mathbb {C} }=\{(x,y)\in \mathbb {C} ^{2}:y^{2}=4x^{3}-g_{2}x-g_{3}\}}, on {\displaystyle g_{2},g_{3}\in \mathbb {C} } són nombres complexos amb {\displaystyle g_{2}^{3}-27g_{3}^{2}\neq 0}, no es pot parametritzar racionalment. No obstant això, encara es vol trobar una manera de parametritzar-lo.
Per a la quàdrica {\displaystyle K=\left\{(x,y)\in \mathbb {R} ^{2}:x^{2}+y^{2}=1\right\}}; el cercle unitari, existeix una parametrització (no racional) utilitzant la funció sinus i la seva derivada la funció cosinus:
{\displaystyle \psi :\mathbb {R} /2\pi \mathbb {Z} \to K,\quad t\mapsto (\sin t,\cos t).}
Per la periodicitat del sinus i el cosinus {\displaystyle \mathbb {R} /2\pi \mathbb {Z} } s'escull per ser el domini, de manera que la funció és bijectiva.
De manera similar es pot obtenir una parametrització de {\displaystyle C_{g_{2},g_{3}}^{\mathbb {C} }} mitjançant el doblement periòdic {\displaystyle \wp } -funció (vegeu a l'apartat "Relació amb corbes el·líptiques"). Aquesta parametrització té el domini {\displaystyle \mathbb {C} /\Lambda }, que és topològicament equivalent a un torus.
Hi ha una altra analogia amb les funcions trigonomètriques. Considereu la funció integral
{\displaystyle a(x)=\int _{0}^{x}{\frac {dy}{\sqrt {1-y^{2}}}}.} Es pot simplificar substituint {\displaystyle y=\sin t} i {\displaystyle s=\arcsin x} :
{\displaystyle a(x)=\int _{0}^{s}dt=s=\arcsin x.} Això significa {\displaystyle a^{-1}(x)=\sin x}. Per tant, la funció sinus és una funció inversa d'una funció integral.
Les funcions el·líptiques són les funcions inverses de les integrals el·líptiques. En particular, sigui:
{\displaystyle u(z)=-\int _{z}^{\infty }{\frac {ds}{\sqrt {4s^{3}-g_{2}s-g_{3}}}}.}A continuació, l'extensió de {\displaystyle u^{-1}} al pla complex és igual a {\displaystyle \wp } -funció. Aquesta invertibilitat s'utilitza en l'anàlisi complexa per proporcionar una solució a determinades equacions diferencials no lineals que satisfan la propietat de Painlevé, és a dir, aquelles equacions que admeten pols com les seves úniques singularitats mòbils.

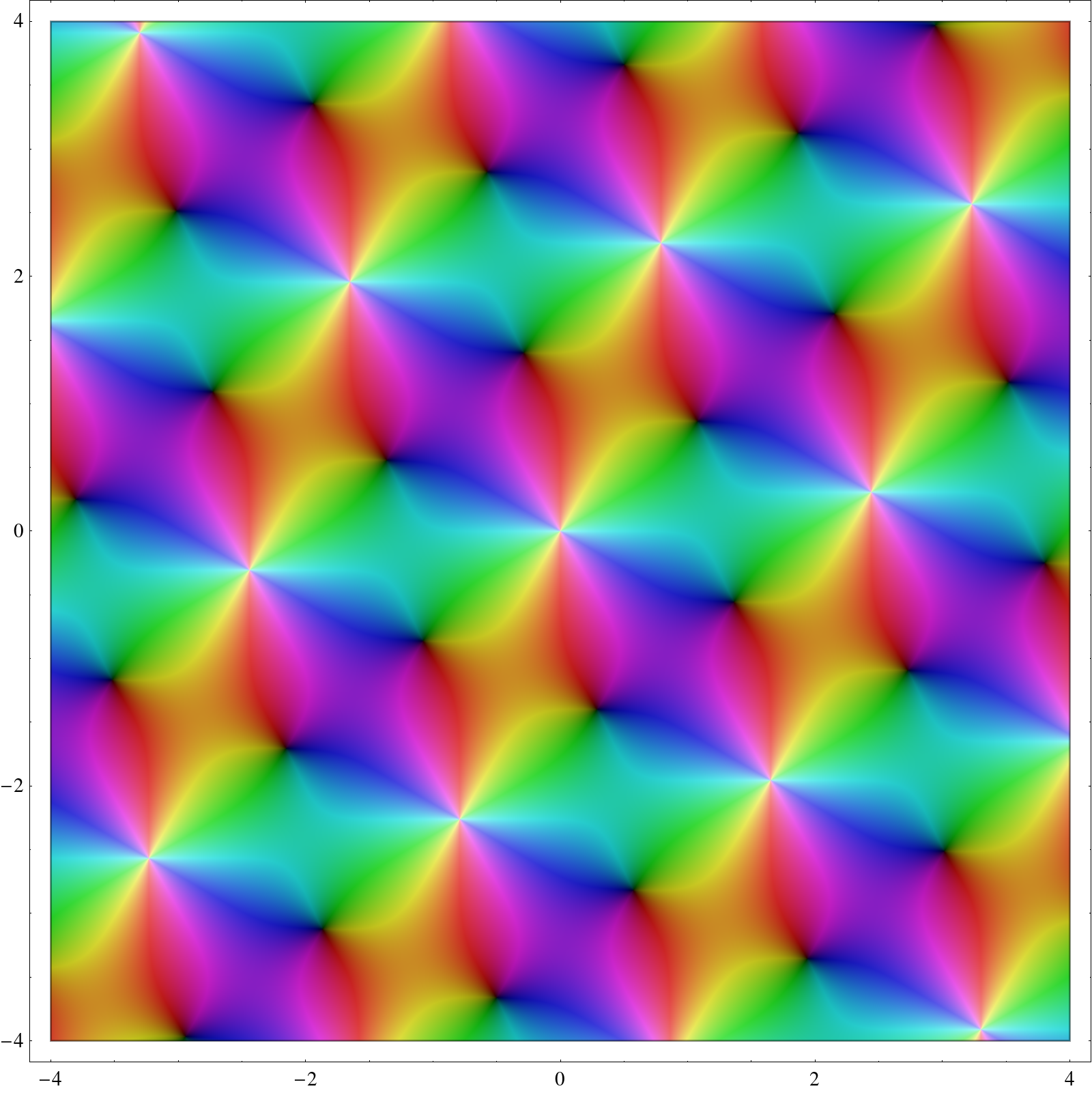
Visualització de la -funció amb invariants i en què el blanc correspon a un pol, el negre a un zero.

## Definició
Deixar {\displaystyle \omega _{1},\omega _{2}\in \mathbb {C} } ser dos nombres complexos que són linealment independents sobre {\displaystyle \mathbb {R} } i deixar {\displaystyle \Lambda :=\mathbb {Z} \omega _{1}+\mathbb {Z} \omega _{2}:=\{m\omega _{1}+n\omega _{2}:m,n\in \mathbb {Z} \}} sigui la xarxa de període generada per aquests nombres. Aleshores el {\displaystyle \wp } - La funció es defineix de la següent manera:
{\displaystyle \wp (z,\omega _{1},\omega _{2}):=\wp (z)={\frac {1}{z^{2}}}+\sum _{\lambda \in \Lambda \setminus \{0\}}\left({\frac {1}{(z-\lambda )^{2}}}-{\frac {1}{\lambda ^{2}}}\right).}
Aquesta sèrie converge localment uniformement absolutament en el complex torus {\displaystyle \mathbb {C} \setminus \Lambda }.
És comú d'utilitzar {\displaystyle 1} i {\displaystyle \tau } al mig pla superior {\displaystyle \mathbb {H} :=\{z\in \mathbb {C} :\operatorname {Im} (z)>0\}} com a generadors de la xarxa. Dividint per {\textstyle \omega _{1}} mapeja la gelosia {\displaystyle \mathbb {Z} \omega _{1}+\mathbb {Z} \omega _{2}} isomòrfica a la xarxa {\displaystyle \mathbb {Z} +\mathbb {Z} \tau } amb {\textstyle \tau ={\tfrac {\omega _{2}}{\omega _{1}}}}. Perquè {\displaystyle -\tau } es pot substituir {\displaystyle \tau }, sense pèrdua de generalitat podem suposar {\displaystyle \tau \in \mathbb {H} }, i després definir {\displaystyle \wp (z,\tau ):=\wp (z,1,\tau )}.